# 内德里海利夫
50°50′5″N 33°52′37″E / 50.83472°N 33.87694°E

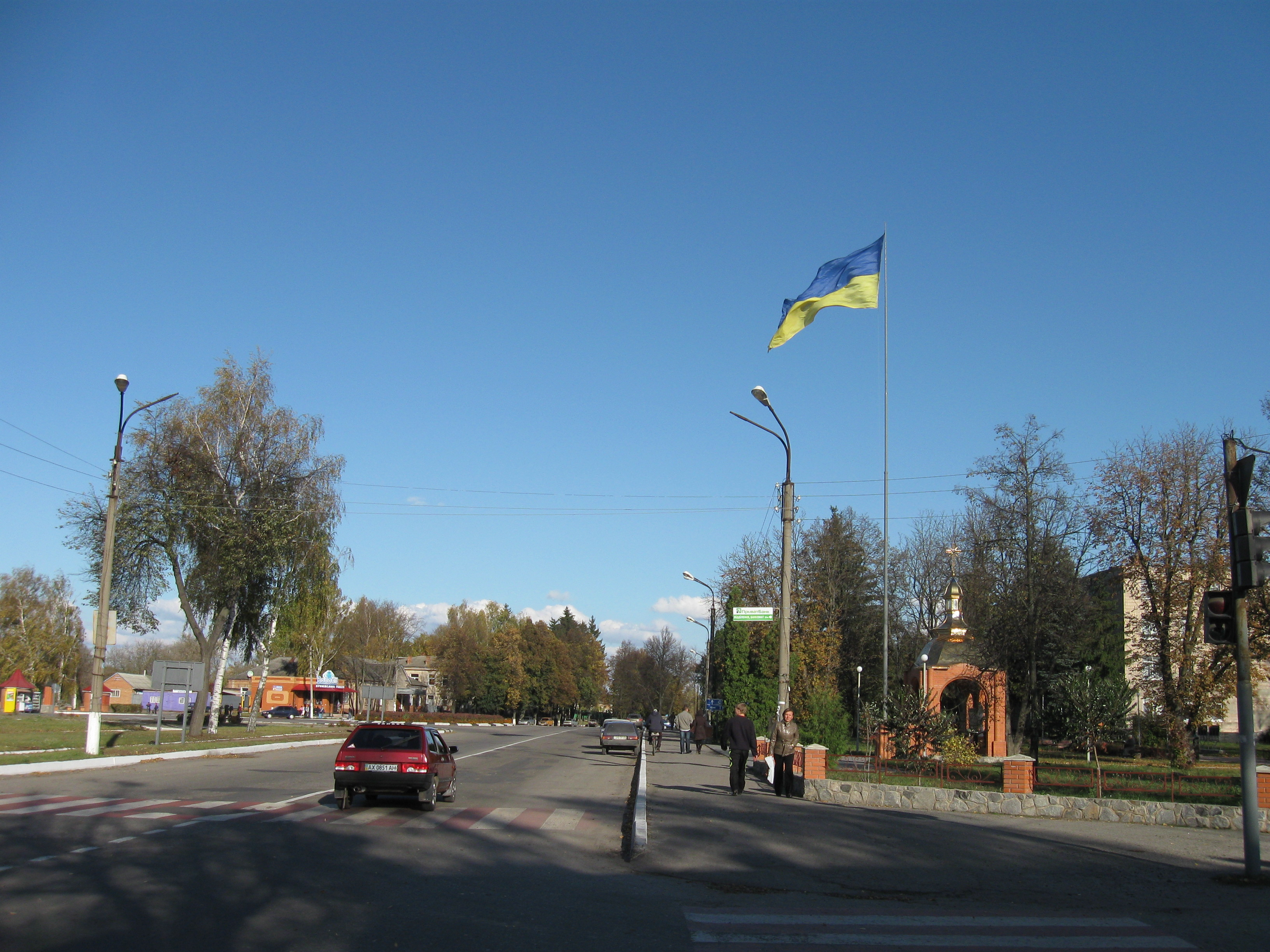
街景

内德雷海利夫（羅馬化：Nedryhailiv，國際音標：[n̪ed̪rɪˈɦɑi̯ʎiu̯] ⓘ），亦译为涅德里盖洛夫，是位於烏克蘭北部蘇梅州羅姆內區内德里海利夫市镇的鎮及該市鎮的行政中心。亦曾為内德里海利夫区撤消前的區府。該鎮處於蘇拉河畔，始建於1639年，海拔高度129米，2001年人口6,186。

## 備注
1. ↑  俄語：